# Ikaruga
Ikaruga (яп. 斑鳩) — игра жанра shoot ’em up, разработчиком которой выступила компания Treasure. Игра была впервые представлена на аркадных автоматах в 2001 году (Sega NAOMI), впоследствии перенесена в Японии на Dreamcast, и впервые явилась мировой публике на Nintendo GameCube, а 9 апреля 2008 года игра появилась на платформе Xbox Live Arcade, позже, в 2014 году выпущена на Steam. Является духовным сиквелом игры Radiant Silvergun.
Геймплей состоит из стрельбы по летающим противникам, которые либо белого, либо чёрного цвета. Корабль игрока также может менять свою полярность и быть то белым, то чёрным, в зависимости от желания игрока. Задолго до разработки игры, разработчики экспериментировали со цветами и полярностями на Sega Saturn в Radiant Silvergun, кроме того похожие идеи отрабатывали в Silhouette Mirage, изданной на Sega Saturn и PlayStation. Из всех этих игр Ikaruga получила больше признания критиков, что и понятно, ведь игра вобрала в себя лучшие наработки индустрии в те годы.

## Игровой процесс
Геймплей Ikaruga сосредоточен на механике смены полярностей. Только пули противоположной полярности могут уничтожить корабль игрока. Пули одинакового цвета поглощаются и преобразуются в особое оружие. Изменение полярности корабля также меняет цвет снарядов и такие пули наносят двойной урон использующим противоположный цвет снарядов противникам. Таким образом большая часть игры представляет собой выбор между высоким уровнем нанесения урона и относительной неуязвимости. Особенно эти отличительные черты геймплея проявляются в боях с боссами, которые, как и игрок, используют оба вида полярностей. Также в игре часто игрок стоит перед выбором: подставить свой корабль под снаряды, чтобы поглотить их, или же, поменяв полярность, уничтожить корабли противника.
Опытные игроки используют метод атаки цепью. Так, поразив три одинаковых противника последовательно, игрок получает больше очков, затем повторяя снова и снова, игрок может получать с каждым разом все больше очков, а иногда даже дополнительные жизни (шансы). Также в игре возможна стратегия только поглощения пуль, в таком случае боссы отступают после определенного времени.
Несмотря на то, что только четыре человека ответственны за создание игры, Ikaruga может похвастать трехмерным изображением и отличным саундтреком. На домашних консолях возможно использование модификации TATE. Он позволяет переворачивать изображение игры с вертикального на горизонтальный, и наоборот, что в корне дела меняет стилистику игры. Также интересной особенностью игры является наличие аркадной модели, в которую можно играть с бесконечным запасом жизней за один кредит из основной кампании. Это неплохая тренировка перед особенно сложными уровнями с боссами.
Кроме того, Ikaruga поддерживает одновременную игру с двумя игроками, гибкий обучающий режим, где все действия показаны в замедленном действии. В игре присутствует галерея о создании и особенностях игры, что вносит разнообразие в ощущения от игры.

## Сюжет
Несколько лет назад в небольшом островном государстве Хорай, лидер страны, Тэнро Хорай, обнаружил так называемую Силу Богов. Энергия исходила от объекта, который был выкопан из глубин земли и давал неограниченную власть своему обладателю. Вскоре после Тэнро и его последователей, которые назвали себя «Избранными», начались завоевания стран, одной за другой. «Избранные» совершали это «во имя мира».
Тем временем федерация под названием Тэнкаку образовалась, чтобы бросить вызов хорайцам. Используя самолеты-истребители под названием «Хиттэкай», они боролись с надеждой освободить мир от власти Хорая — но все их усилия были напрасны. Силы были неравны, и воины Тэнкаку были в конечном счете почти полностью истреблены. Чудесным образом один из них выжил. Его звали Синра (森羅).
Раненого около отдаленной деревни под названием Икаруга («горлица» в переводе с японского), населённой пожилыми людьми, которые были сосланы хорайцами, Синру нашли и вылечили. Синра, выздоровев, поклялся победить хорайцев, а сельские жители подарили ему новый самолет-истребитель, который они построили самостоятельно и названный в честь их деревни — «Икаруга».
«Икаруга» не был обычным самолетом, его разработал гениальный инженер Аманай (天内) с помощью Кадзамори (風守), старейшины деревни. Скрытый в секретном подземном бункере под названием «Меч Акалы», это был первый истребитель, объединяющий энергетические полярности и способный к успешному переключению между ними двумя.
В игре с двумя игроками к Синре присоединяется Кагари (篝), хорайка, побежденная первым. После того, как Синра спас ей жизнь, она решила перейти на его сторону и присоединиться к сопротивлению. Её судно, Гинкэй («серебряная птица» с японского), модифицировано жителями Икаруги, давшими ему идентичные истребителю Синры способности.

## Разработка и релиз
Игра была разработана командой из трех человек, во главе которой стоял ведущий разработчик игр и геймдизайнер Хироси Иути. Также в команду входили: программист Ацумото Накагава, проектировщик объектов и персонажей Ясуси Судзуки. Ikagura стала первой игрой, для которой Treasure выпустила видео, опередив даже Konami.

## Оценки
| Сводный рейтинг | Сводный рейтинг | Сводный рейтинг | Сводный рейтинг |
| Издание         | Оценка          | Оценка          | Оценка          |
| Издание         | GC              | Switch          | Xbox 360        |
| --------------- | --------------- | --------------- | --------------- |
| GameRankings    | 85,54 %         | 88,93 %         | 87,45 %         |

## Продажи
Летом 2018 года, благодаря уязвимости в защите Steam Web API, стало известно, что точное количество пользователей сервиса Steam, которые играли в игру хотя бы один раз, составляет 128 543 человека.